# Patrick Burghardt

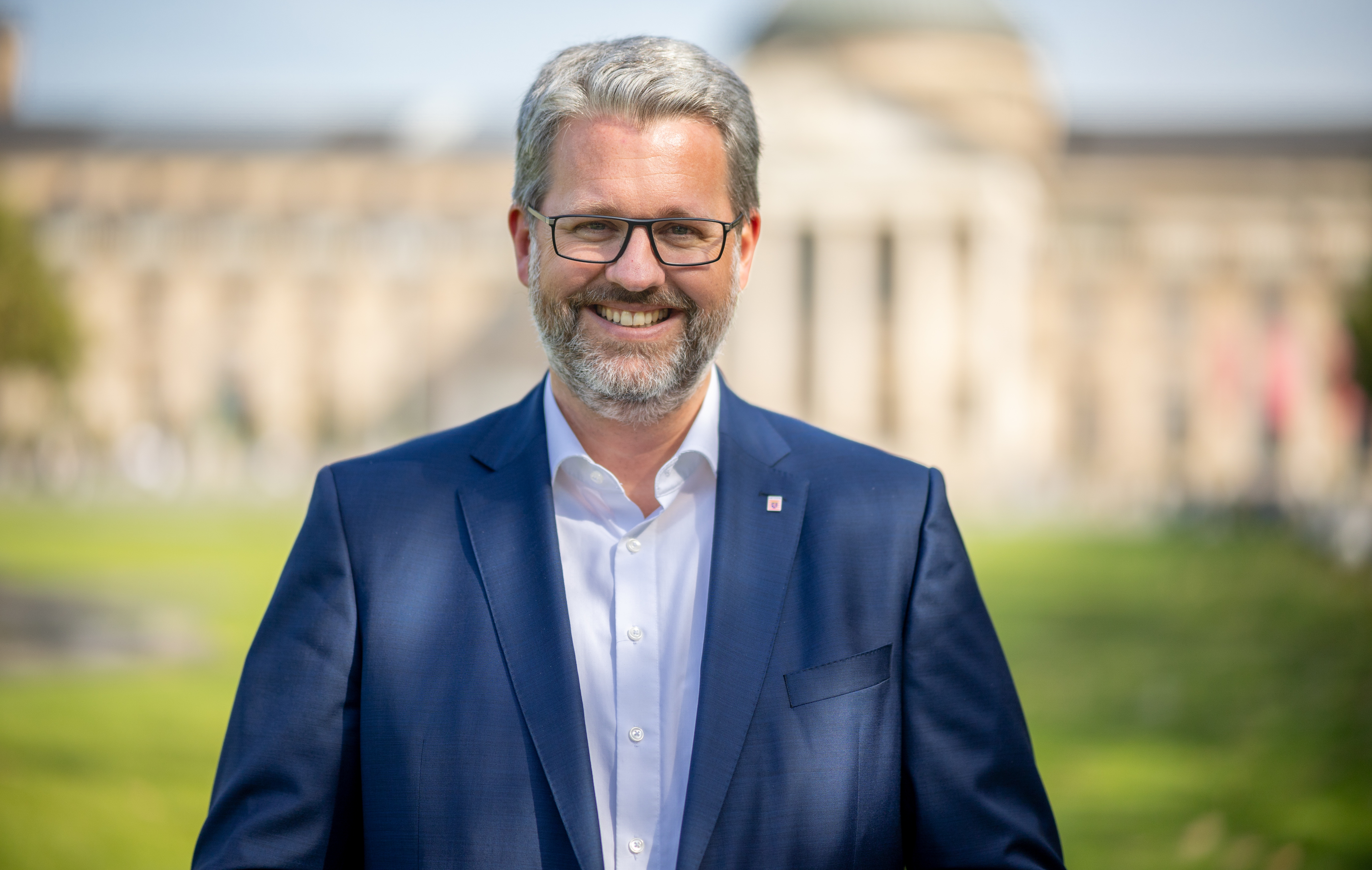
Patrick Burghardt (2021)

Patrick Burghardt (* 1. Dezember 1980 in Rüsselsheim) ist ein deutscher Politiker (CDU). Er ist seit 2024 zum zweiten Mal Oberbürgermeister der Stadt Rüsselsheim am Main. Vom 31. Januar 2009 bis 31. Dezember 2011 war er Abgeordneter des Hessischen Landtages und von 2012 bis 2017 Oberbürgermeister in Rüsselsheim. Ab dem 1. Januar 2018 war er Staatssekretär im Hessischen Ministerium für Wissenschaft und Kunst. Von 2019 bis 2023 war er Staatssekretär im Hessischen Ministerium für Digitale Strategie und Entwicklung sowie Chief Information Officer (CIO) und Bevollmächtigter der Landesregierung für E-Government und Informationstechnologie. Von 2014 bis 2022 war er stellvertretender Vorsitzender der CDU Hessen.

## Leben
Burghardt legte 2001 an der Prälat-Diehl-Schule in Groß-Gerau das Abitur ab und absolvierte bis 2004 eine Ausbildung zum Speditionskaufmann. Anschließend arbeitete er in einer internationalen Umzugsspedition in Kelsterbach, zuletzt als Leiter der Verkaufsabteilung. Burghardt wohnt mit seiner Ehefrau im Rüsselsheimer Stadtteil Königstädten. Sie haben zwei Töchter.

## Politik
Burghardt trat 1996 der CDU bei, ein Jahr zuvor war er bereits der Jungen Union beigetreten. Er war von 1998 bis zu seinem Wegzug 2009 Mitglied des Vorstandes der CDU in Mörfelden-Walldorf. Außerdem ist er seit dem Jahr 2000 im CDU-Kreisvorstand im Kreis Groß-Gerau vertreten. Seit 2006 ist er stellvertretender Kreisvorsitzender der CDU Groß-Gerau. Von 2005 bis 2007 war er stellvertretender Vorsitzender der CDU in Mörfelden-Walldorf, ab 2007 bis 2009 Vorsitzender des Verbandes. Nach seinem Umzug 2009 nach Rüsselsheim wurde er dort zum Vorsitzenden der CDU gewählt. Dieses Amt hatte er bis nach seiner Wahl zum Oberbürgermeister inne. Daraufhin trat er nicht wieder als Kandidat für den Vorstand an.
In der Jungen Union bekleidete er bis Mitte Mai 2009 das Amt des Bezirksvorsitzenden in Südhessen und Beisitzer im Landesvorstand der hessischen JU. Auf dem Landestag am 30./31. Mai 2009 in Limburg an der Lahn wurde Burghardt als stellvertretender Landesvorsitzender gewählt. Dieses Amt bekleidete er bis 2013.
In der CDU-Fraktion in Mörfelden-Walldorf war Burghardt bis zu seiner umzugsbedingten Mandatsniederlegung sozialpolitischer Sprecher. Bei der Hessischen Landtagswahl 2009 wurde er durch ein Direktmandat seiner Partei im Wahlkreis Groß-Gerau I mit 36,9 % in das hessische Landesparlament gewählt. Darüber hinaus ist er seit 2011 Mitglied des Kreistages Groß-Gerau.
In der Stichwahl am 18. September 2011 wurde Burghardt mit 50,4 % zum Oberbürgermeister der Stadt Rüsselsheim gewählt. Dieses Amt trat er am 1. Januar 2012 an und war damit jüngster Oberbürgermeister des Landes Hessen. Bei der Stichwahl am 8. Oktober 2017 unterlag er mit 49,3 % seinem parteilosen Herausforderer Udo Bausch. Das Amt des Oberbürgermeisters musste er damit mit Ablauf des Jahres 2017 abgeben.
Auf dem Landesparteitag der CDU Hessen am 10. Mai 2014 in Rotenburg an der Fulda wurde Burghardt zum stellvertretenden Vorsitzenden der hessischen CDU gewählt. Bei den Landesparteitagen am 18. Juni 2016 und 16. Juni 2018 wurde er wiedergewählt.
Burghardt trat am 1. Januar 2018 als Nachfolger von Ingmar Jung das Amt des Staatssekretärs im Hessischen Ministerium für Wissenschaft und Kunst an. Bei der Bildung des Kabinetts Bouffier III wurde Burghardt zum Staatssekretär der Staatsministerin Kristina Sinemus im neu gegründeten Hessischen Ministerium für Digitale Strategie und Entwicklung ernannt. Im April 2019 wurde er zusätzlich Chief Information Officer (CIO) und Bevollmächtigter der Landesregierung für E-Government und Informationstechnologie. Diese Ämter hatte er bis zum Jahresende 2023 inne.
Im Juli 2023 kandidierte er erneut für das Amt des Oberbürgermeisters von Rüsselsheim und siegte in der Stichwahl gegen Steffen Jobst (Wir sind Rüsselsheim), Udo Bausch hatte auf eine erneute Kandidatur verzichtet. Burghardt trat seine zweite Amtszeit am 1. Januar 2024 an.